# 1989 (Ryan Adams)
1989 è il quindicesimo album in studio del cantautore statunitense Ryan Adams, pubblicato nel settembre 2015.

## Il disco
Il disco è composto da cover "traccia per traccia" tratte dall'album 1989 di Taylor Swift, uscito nel 2014.

## Tracce
1. Welcome to New York – 3:18
2. Blank Space – 3:21
3. Style – 2:44
4. Out of the Woods – 6:07
5. All You Had to Do Was Stay – 3:30
6. Shake It Off – 4:06
7. I Wish You Would – 3:44
8. Bad Blood – 3:55
9. Wildest Dreams – 5:21
10. How You Get the Girl – 3:50
11. This Love – 4:45
12. I Know Places – 5:14
13. Clean – 4:23